# Cadaba glaberrima
Cadaba glaberrima là một loài thực vật có hoa trong họ Capparaceae. Loài này được Gilg & Benedict mô tả khoa học đầu tiên năm 1915.